# Championnat du Pérou de football 1980
Navigation
Saison précédente Saison suivante
La saison 1980 du Championnat du Pérou de football est la cinquante-deuxième édition du championnat de première division au Pérou. La compétition regroupe les seize meilleures équipes du pays au sein d'une poule unique où elles s'affrontent deux fois au cours de la saison. Les quatre premiers disputent la poule pour le titre, les quatre derniers la poule de relégation, qui voit le dernier être relégué et remplacé par le champion de Segunda División et l'avant-dernier disputer un barrage face au vainqueur de la Copa Perú.
C'est le Sporting Cristal, tenant du titre, qui remporte à nouveau la compétition après avoir terminé en tête du classement final de la poule pour le titre, avec cinq points d'avance sur l'Atlético Torino et sept sur le promu, Asociación Deportiva Tarma. C'est le 7e titre de champion du Pérou de l'histoire du club.

## Les clubs participants
| - Alianza Lima - Sport Boys - Atlético Chalaco - Universitario de Deportes - Coronel Bolognesi - Club Centro Deportivo Municipal - Juan Aurich - FBC Melgar | - Alfonso Ugarte - Deportivo Junin - Atlético Torino - Sporting Cristal - Juventud La Palma - Asociación Deportiva Tarma - Promu de Segunda División - Union Huaral - Colegio Nacional de Iquitos |

## Compétition
Le barème utilisé pour établir les différents classements est le suivant :
- Victoire : 2 points
- Match nul : 1 point
- Défaite, forfait ou abandon : 0 point

### Première phase
| Rang | Équipe                          | Pts | J  | G  | N  | P  | Bp | Bc | Diff |
| ---- | ------------------------------- | --- | -- | -- | -- | -- | -- | -- | ---- |
| 1    | Sporting Cristal (T)            | 41  | 30 | 16 | 9  | 5  | 47 | 24 | +23  |
| 2    | Atlético Torino                 | 38  | 30 | 14 | 10 | 6  | 51 | 34 | +17  |
| 3    | Alfonso Ugarte                  | 36  | 30 | 14 | 8  | 8  | 49 | 32 | +17  |
| 4    | Asociación Deportiva Tarma (P)  | 36  | 30 | 13 | 10 | 7  | 40 | 31 | +9   |
| 5    | Alianza Lima                    | 34  | 30 | 11 | 12 | 7  | 39 | 26 | +13  |
| 6    | Club Centro Deportivo Municipal | 31  | 30 | 11 | 9  | 10 | 45 | 44 | +1   |
| 7    | Deportivo Junín                 | 30  | 30 | 11 | 8  | 11 | 34 | 37 | -3   |
| 8    | Atlético Chalaco                | 29  | 30 | 8  | 13 | 9  | 35 | 35 | 0    |
| 9    | Universitario de Deportes       | 28  | 30 | 6  | 16 | 8  | 42 | 41 | +1   |
| 10   | Unión Huaral                    | 28  | 30 | 9  | 10 | 11 | 32 | 39 | -7   |
| 11   | Juan Aurich                     | 28  | 30 | 8  | 12 | 10 | 28 | 35 | -7   |
| 12   | Colegio Nacional de Iquitos     | 26  | 30 | 7  | 12 | 11 | 33 | 49 | -16  |
| 13   | Sport Boys                      | 25  | 30 | 7  | 11 | 12 | 33 | 39 | -6   |
| 14   | FBC Melgar                      | 25  | 30 | 7  | 11 | 12 | 34 | 41 | -7   |
| 15   | Coronel Bolognesi               | 24  | 30 | 7  | 10 | 13 | 25 | 31 | -6   |
| 16   | Juventud La Palma               | 21  | 30 | 6  | 9  | 15 | 27 | 56 | -29  |

|  | Qualification pour la poule pour le titre             |
|  | Participation à la poule de relégation                |
|  | (T) : Tenant du titre (P) : Promu de Segunda División |

### Seconde phase

#### Poule pour le titre
| Rang | Équipe                         | Pts | J  | G  | N  | P  | Bp | Bc | Diff |
| ---- | ------------------------------ | --- | -- | -- | -- | -- | -- | -- | ---- |
| 1    | Sporting Cristal (T)           | 49  | 36 | 19 | 11 | 6  | 54 | 30 | +24  |
| 2    | Atlético Torino                | 44  | 36 | 17 | 10 | 9  | 57 | 40 | +17  |
| 3    | Asociación Deportiva Tarma (P) | 42  | 36 | 15 | 12 | 9  | 47 | 37 | +10  |
| 4    | Alfonso Ugarte                 | 40  | 36 | 15 | 10 | 11 | 58 | 43 | +15  |

|  | Qualification pour la Copa Libertadores 1981          |
|  | (T) : Tenant du titre (P) : Promu de Segunda División |

#### Poule de relégation
Le dernier de la première phase débute la seconde phase avec un malus de deux points.
| Rang | Équipe               | Pts | J  | G  | N  | P  | Bp | Bc | Diff |
| ---- | -------------------- | --- | -- | -- | -- | -- | -- | -- | ---- |
| 1    | FBC Melgar           | 34  | 36 | 10 | 14 | 12 | 45 | 45 | 0    |
| 2    | Sport Boys           | 33  | 36 | 10 | 13 | 13 | 44 | 46 | -2   |
| 3    | Coronel Bolognesi    | 29  | 36 | 8  | 13 | 15 | 33 | 40 | -7   |
| 4    | Juventud La Palma -2 | 21  | 36 | 6  | 11 | 19 | 30 | 69 | -39  |

|  | Participation au barrage de relégation |
|  | Relégation directe en Segunda División |

#### Barrage de relégation
L'avant-dernier de la poule de relégation rencontre en barrage aller-retour le deuxième de la Copa Perú 1980.
| Équipe 1          | Résultat | Équipe 2             | Aller | Retour |
| ----------------- | -------- | -------------------- | ----- | ------ |
| Coronel Bolognesi | 4 - 0    | Unión González Prada | 2 - 0 | 2 - 0  |

- Coronel Bolognesi se maintient en Primera Division.

## Bilan de la saison
| Championnat du Pérou de football 1980 |                             |
| Champion                              | Sporting Cristal (7e titre) |
| Qualifications continentales          |                             |
| Copa Libertadores 1981                | Sporting Cristal            |
| Copa Libertadores 1981                | Atlético Torino             |
| Promotions et relégations             |                             |
| Promus en Primera División            | León de Huánuco             |
| Relégués en Segunda División          | Juventud La Palma           |